# Aygun Bayramova
Aygun Bayramova (en azéri :Aygün Əliqulu qızı Bayramova; née le 13 août 1967 à Sarihadjili, district d'Aghdam) est une chanteuse de mugam et d'opéra azerbaïdjanaise, Artiste du peuple de la République d'Azerbaïdjan (2005), lauréate du Président,.

## Biographie
En 1989, Aygün Bayramova est diplômée de l'École de musique de Bakou, du nom de Asaf Zeynally, dans la classe de Chovkat Alakbarova.
En 1995, elle termine ses études au Conservatoire d'État d'Azerbaïdjan du nom de U. Hajibeyli.
Depuis 1989, elle est soliste du Théâtre du Mugam. Le chanteur, doté d'un beau timbre de voix et d'une belle culture du chant, est une interprète talentueux des chansons folkloriques azerbaïdjanaises, des mughams et des chansons de compositeurs.
Depuis 2003, elle est soliste du Théâtre national académique azerbaïdjanais d'opéra et de ballet.
Sur la scène du théâtre, elle joue les rôles principaux dans de nombreux opéras mugham - Leyli dans Leyli et Madjnun, la chanteuse dans Natavan, la fille Khananda dans Koroghlu et Chahsanam dans Achiq Garib.
A.Bayramova, l'une des représentantes talentueux de l'art du mugham, représente l'art musical national dans de nombreux pays étrangers.
Le 30 avril 2014, le 6 mai 2015, le 6 mai 2016 et le 1er mai 2017, elle est récompensée par les Prix présidentiels.